# Aichstetten

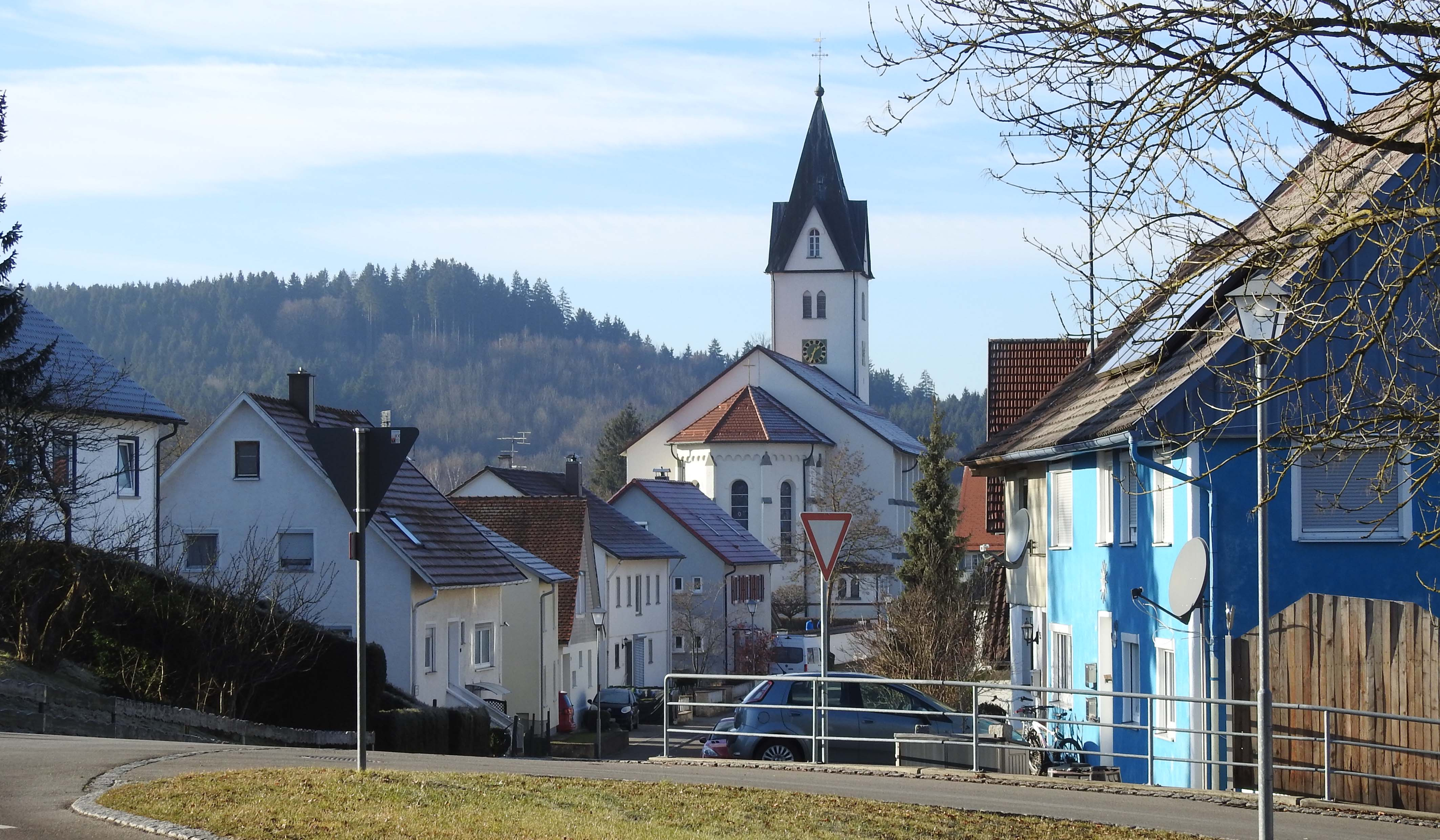
Kirchstraße in Aichstetten

Aichstetten ist eine Gemeinde im Landkreis Ravensburg im Südosten Baden-Württembergs. Die Gemeinde bildet zusammen mit Aitrach und Leutkirch im Allgäu eine Verwaltungsgemeinschaft.

## Gemeindegliederung
Zu Aichstetten gehören neben der Ortschaft Aichstetten der Ortsteil Altmannshofen und die Weiler bzw. Wohnplätze Altmannspeier, Bilger, Breitenbach, Einöde, Eschach, Häberlings, Hardsteig, Im Wasserstall, Kirchmann, Langensteig, Laubegg, Lauerbühl, Nestbaum, Rieden, Sommerstall, Stockbauren, Waizenhof und Ziegelbrunnen.

## Geschichte

### Mittelalter
Aichstetten wurde 797 in einer Urkunde des Klosters St. Gallen als Eihsteti erstmals urkundlich erwähnt. Archäologische Funde wie eine keltische Ziehburg auf dem Buchkapf lassen jedoch auf eine weit frühere Besiedlung der Gegend schließen. Während der Zeit des Hochmittelalters lag der Ort im Herzogtum Schwaben. Im Jahre 983 kam der Ort in den Besitz des Klosters Petershausen, das ihn 1491 an das Haus Waldburg weiterverkaufte.

### Neuzeit
Nach der Mediatisierung des Hauses Waldburg 1806 war Aichstetten vier Jahre lang in seiner Zugehörigkeit umstritten. Das Königreich Bayern erhob zunächst ebenfalls Anspruch auf den Ort. 1810 kam Aichstetten jedoch an das Königreich Württemberg und wurde dem Oberamt Leutkirch zugeordnet. Bei der Kreisreform während der NS-Zeit in Württemberg gelangte Aichstetten 1938 zum Landkreis Wangen. Nach dem Zweiten Weltkrieg wurde der Ort Teil der Französischen Besatzungszone und kam somit zum Nachkriegsland Württemberg-Hohenzollern, welches 1952 im Land Baden-Württemberg aufging.
Am 1. Juli 1971 wurde Altmannshofen nach Aichstetten eingemeindet.
Seit der Kreisreform von 1973 ist Aichstetten Teil des Landkreises Ravensburg.

### Immigration
Bei der Volkszählung 2011 wurde ermittelt, dass 149 Menschen bzw. 5,5 % der Einwohner in Aichstetten keine deutsche Staatsbürgerschaft besitzen. Die größten Einwanderungsgruppen stammen aus der Türkei (45 Menschen), Italien (28) und Österreich (20).

## Religionen

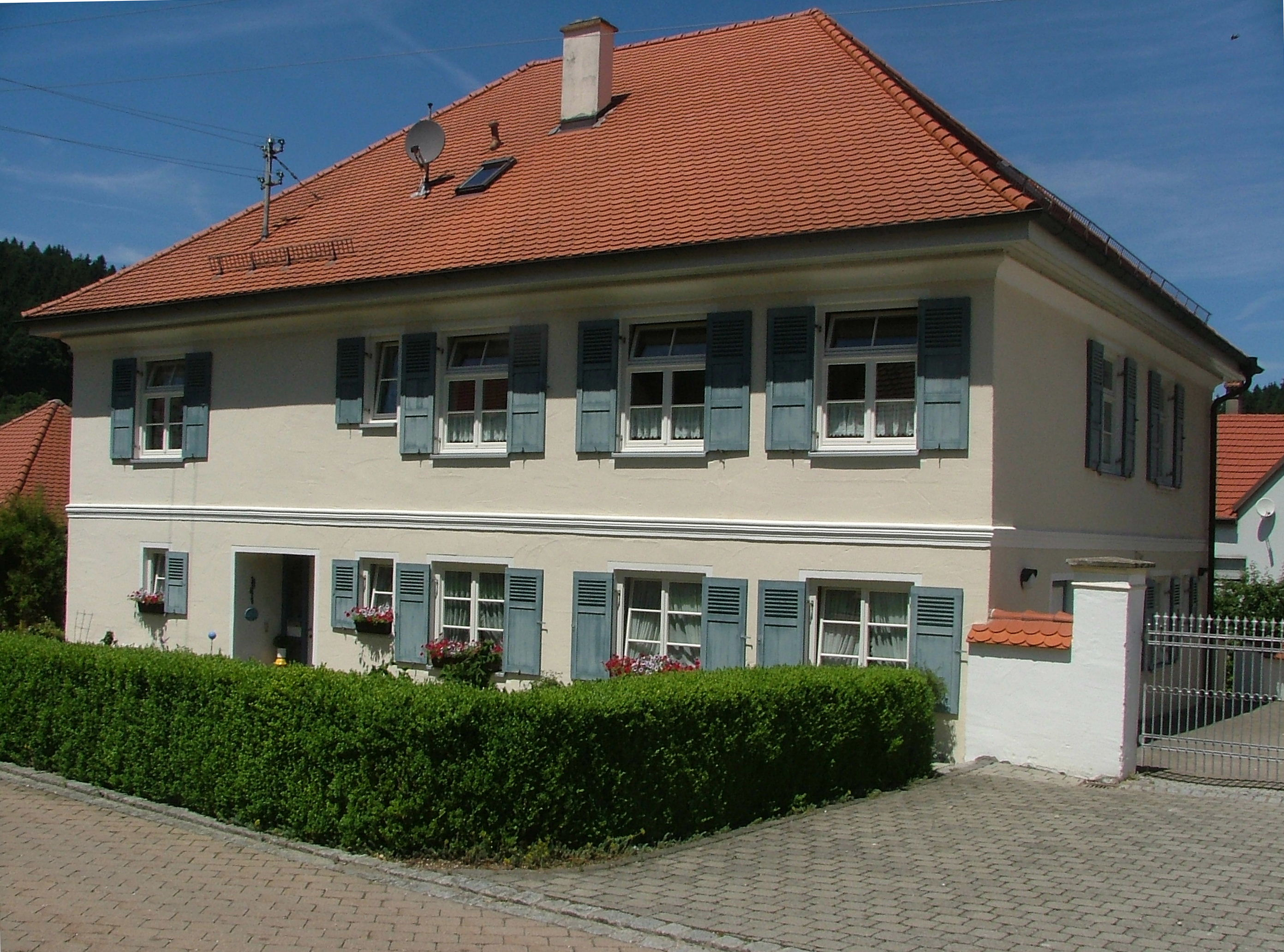
Pfarrhaus

Aichstetten ist wie das gesamte Umland römisch-katholisch geprägt. Gemäß Zensus 2011 sind 73,3 % der Bewohner Aichstettens katholisch, 10,0 % evangelisch und der Rest gehört einer anderen oder keiner Religionsgemeinschaft an.
Die Gemeinde ist Sitz der Pfarrei St. Michael in Aichstetten und der Pfarrei St. Vitus in Altmannshofen. Beide Pfarreien gehören zum Dekanat Allgäu-Oberschwaben.
Die evangelischen Christen in Aichstetten sind Gemeindemitglieder der Kirchengemeinde Aitrach, die zum Kirchenbezirk Ravensburg gehört.

## Politik

### Verwaltungsgemeinschaft
Mit der Stadt Leutkirch im Allgäu und der Gemeinde Aitrach wurde eine Vereinbarte Verwaltungsgemeinschaft eingegangen.

### Gemeinderat
Der Gemeinderat in Aichstetten besteht aus den 12 gewählten ehrenamtlichen Gemeinderäten und dem Bürgermeister als Vorsitzendem. Der Bürgermeister ist im Gemeinderat stimmberechtigt. Bei der Kommunalwahl am 9. Juni 2024 wurde der Gemeinderat durch Mehrheitswahl gewählt. Mehrheitswahl findet statt, wenn kein oder nur ein Wahlvorschlag (Bürgerliste) eingereicht wurde. Die Bewerber mit den höchsten Stimmenzahlen sind dann gewählt. Die Wahlbeteiligung lag bei 64,87 %.

### Bürgermeister
Bürgermeister der Gemeinde Aichstetten war seit 1990 Dietmar Lohmiller. Er wurde zuletzt im Dezember 2013 im Amt bestätigt, seine vierte Amtsperiode endete 2022. Am 28. November 2021 wurde Hubert Erath zu seinem Nachfolger gewählt.

### Wappen
| Wappen der Gemeinde Aichstetten | Blasonierung: „In Silber (Weiß) ein kreisförmig gebogener grüner Eichenzweig mit sechs roten Eicheln.“ |
| Wappen der Gemeinde Aichstetten | Wappenbegründung: Im Jahre 1931 nahm die Gemeinde nach Beratung durch die Archivdirektion Stuttgart das auf ihren Namen bezügliche Wappen an. Die grafisch sehr ansprechende kreisförmige Biegung der Wappenfigur gewährleistet die sichere Unterscheidung von anderen Gemeindewappen mit Eichenzweigen. Das Innenministerium hat die Flagge am 30. August 1974 verliehen. |

### Städtepartnerschaften
Seit 1993 besteht eine Städtepartnerschaft zwischen Aichstetten und Großröhrsdorf im Landkreis Bautzen in Sachsen.

## Kultur und Sehenswürdigkeiten
- St.-Wolfgangs-Kapelle

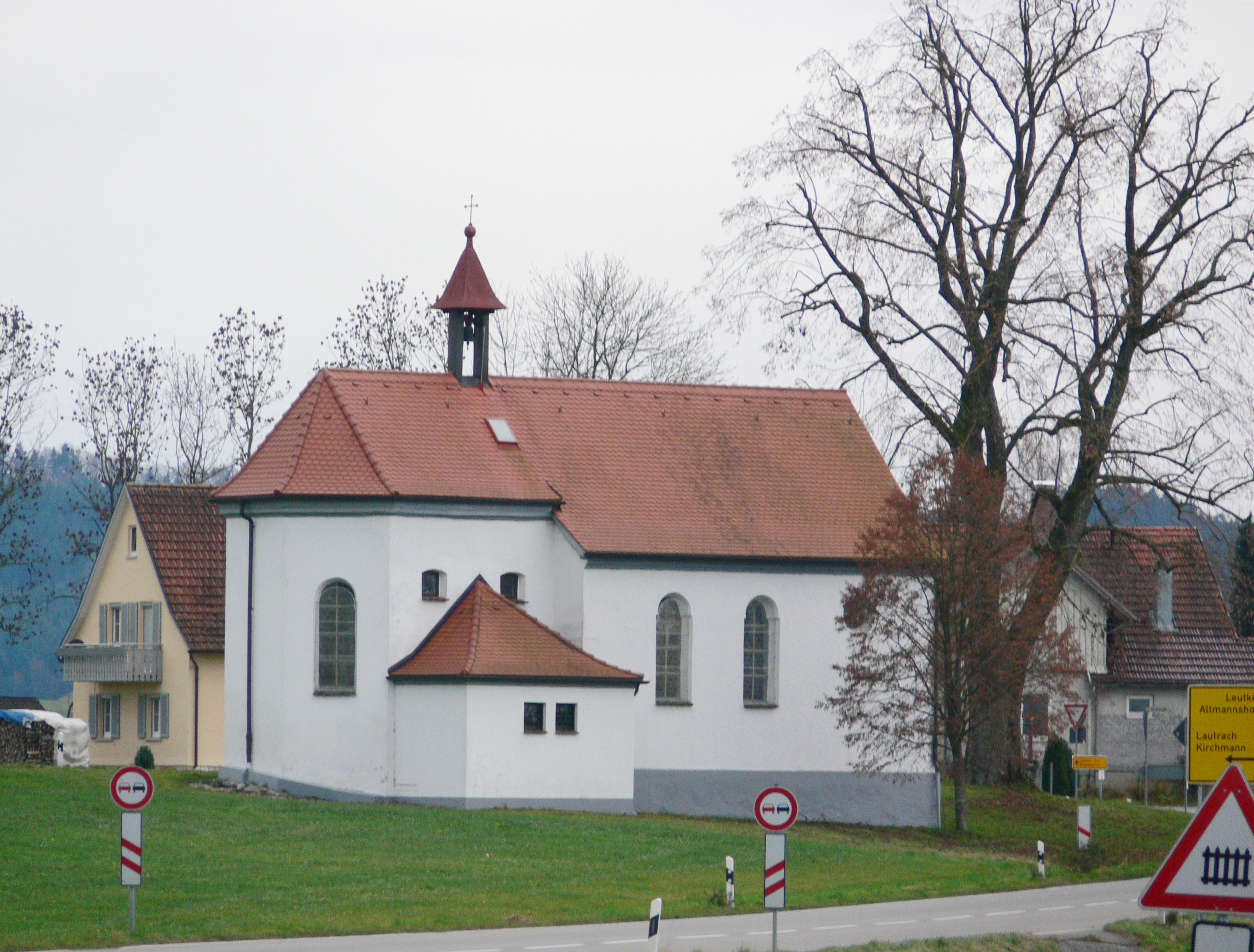
St.-Wolfgangs-Kapelle

- Rochuskapelle am Blutsberg, Besen- und Bergkapelle

### Musik
- Musikkapelle Aichstetten, gegründet 1800[10]

## Wirtschaft und Infrastruktur

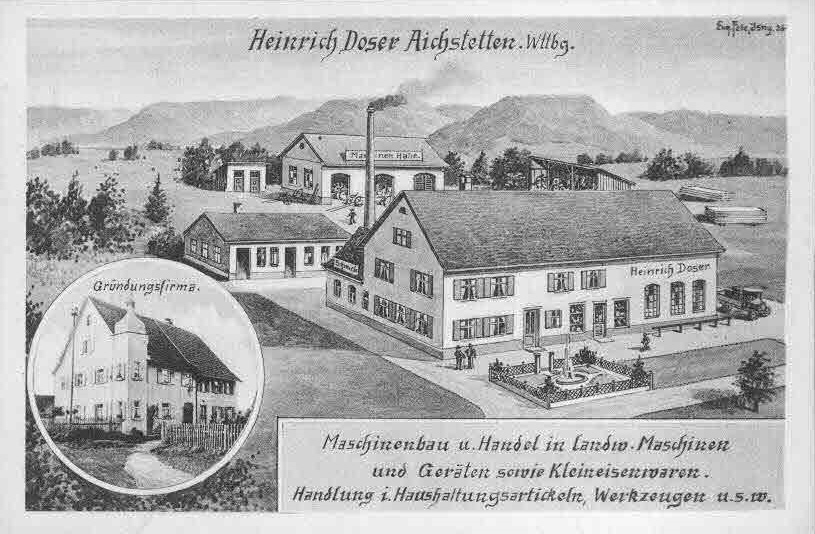
Heinrich Doser Maschinenbau

### Verkehr

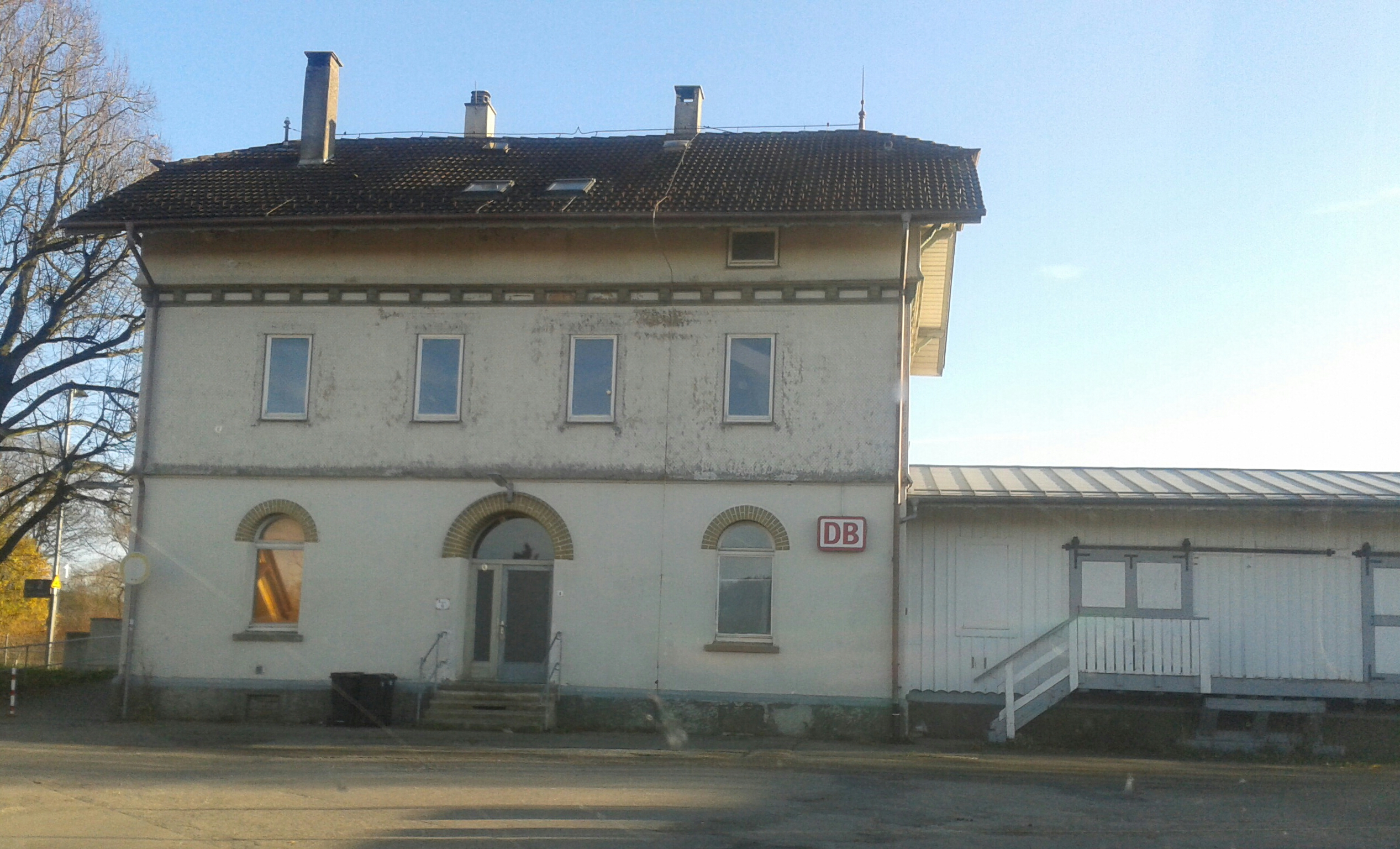
Bahnhofsgebäude

Die Gemeinde liegt direkt an der Bahnstrecke Leutkirch–Memmingen mit Abfahrten im Einstundentakt am Bahnhof Aichstetten in Richtung Memmingen/München Hbf. sowie Lindau-Insel/Lindau-Reutin. Sie ist mit einigen Buslinien u. a. mit Leutkirch verbunden und gehört dem Bodensee-Oberschwaben Verkehrsverbund (bodo) an.
Aichstetten liegt an der Bundesautobahn 96 von Lindau nach München. An der Anschlussstelle Aichstetten ist ein Autohof eingerichtet.
Durch eine Alltagsroute aus dem Radnetz Baden-Württemberg ist Aichstetten über Aitrach Richtung Memmingen und eigentlich in der anderen Richtung über den Ortsteil Altmannshofen mit Leutkirch verbunden; hinter Altmannshofen besteht jedoch eine Netzlücke, da es dort an der stark befahrenen L260 keinen Radweg gibt.

### Ansässige Unternehmen
Die Unternehmensstruktur Aichstettens ist kleingewerblich und mittelständisch geprägt. An der Anschlussstelle Aichstetten der Bundesautobahn 96 ist ein Eurorastpark eingerichtet. An der Anschlussstelle besteht auch eine Mineralöllagerstätte der Shell, die zur strategischen Ölreserve der Bundesrepublik Deutschland gehört. Größere Unternehmen sind verschiedene Kies- und Baustoffwerke, wie die Gebhart und Söhne GmbH & Co., die das Baustoffsystem Gisoton entwickelt hat und in Süddeutschland vertreibt und die Firma Jamara, ein international tätiger Großhändler für RC-Modellbau. Kremer Pigmente, ein auf die Herstellung historischer Pigmente spezialisiertes Unternehmen, hat hier seinen Hauptsitz.

## Persönlichkeiten
- Pfaff-Florian von Aichstetten (* 1490), eigentlich Florian Greisel Pfarrer in Aichstetten und später Anführer der Bauern im Bauernkrieg und Gegenspieler des Bauernjörgs
- Karl Knaupp (1915–2006), 1960–1981 Generalvikar des Bistums Rottenburg
- Franziska Kloos (* 1941), Äbtissin des Klosters St. Walburg 1985–2018